# Легка атлетика на літній Спартакіаді УРСР 1963
Змагання з легкої атлетики на літній Спартакіаді УРСР 1963 року серед дорослих відбулись 7-12 липня в Києві на Центральному стадіоні та мали статус чемпіонату УРСР з легкої атлетики.
У командному заліку перемогли легкоатлети Києва, друге місце посіли легкоатлети Дніпропетровщини, третє — Донеччини. Цікаво проходила боротьба в окремих видах. Нерідко результати призерів виявлялися однаковими або дуже щільними. 46 чоловік (три з них уперше) досягли рівня майстрів спорту СРСР. 346 чоловік виконали норму першого спортивного розряду.
Анатолій Аляб'єв покращив свій рекорд УРСР у потрійному стрибку — 16,39 м. Киянин Вадим Архипчук пробіг 400 м за 46,4, поліпшивши свій же республіканський рекорд на 0,3 с. Киянки Лілія Макошина та Ніна Карпюк повторили рекорд УРСР в бігу на 80 м з бар'єрами — 10,8.

## Медалісти

### Чоловіки
| Дисципліни                | Золото                                | Золото     | Срібло | Срібло | Бронза | Бронза |
| ------------------------- | ------------------------------------- | ---------- | ------ | ------ | ------ | ------ |
| 100 метрів                | Віктор Усатий Дніпропетровськ         | 10,6       |        |        |        |        |
| 200 метрів                | Вадим Архипчук Київ                   | 21,3       |        |        |        |        |
| 400 метрів                | Вадим Архипчук Київ                   | 46,4 NR    |        |        |        |        |
| 800 метрів                | Абрам Кривошеєв Чернівці              | 1.51,8     |        |        |        |        |
| 1500 метрів               | Іван Бєлицький Одеса                  | 3.43,8     |        |        |        |        |
| 5000 метрів               | Борис Єфімов Запоріжжя                | 14.06,0    |        |        |        |        |
| 10000 метрів              | Анатолій Горний Київ                  | 29.43,4    |        |        |        |        |
| 110 метрів з бар'єрами    | Володимир Козирець Запоріжжя          | 14,4       |        |        |        |        |
| 400 метрів з бар'єрами    | Василь Анисимов Київ                  | 50,7       |        |        |        |        |
| 3000 метрів з перешкодами | Едуард Сиромолотов Одеса              | 8.48,4     |        |        |        |        |
| Марафон                   | Дмитро Шарипов Харків                 | 2:24.30,0  |        |        |        |        |
| Ходьба 20 кілометрів      | Володимир Голубничий Суми             | 1:32.21,4  |        |        |        |        |
| Стрибки у висоту          | Микола Вальчук Львів                  | 2,05 м     |        |        |        |        |
| Стрибки з жердиною        | Геннадій Близнецов Харків             | 4,50 м     |        |        |        |        |
| Стрибки у довжину         | Віктор Звонков Київ                   | 7,37 м     |        |        |        |        |
| Потрійний стрибок         | Анатолій Аляб'єв Київ                 | 16,39 м NR |        |        |        |        |
| Штовхання ядра            | Володимир Березуцький Дніпропетровськ | 16,82 м    |        |        |        |        |
| Метання диска             | Валентин Ковтун Харків                | 53,75 м    |        |        |        |        |
| Метання молота            | Олексій Комісар Київ                  | 61,52 м    |        |        |        |        |
| Метання списа             | Віктор Цибуленко Київ                 | 73,94 м    |        |        |        |        |
| Десятиборство             | Валентин Стародубцев Харків           | 6863 очки  |        |        |        |        |

### Жінки
| Дисципліни             | Золото                          | Золото    | Срібло | Срібло | Бронза | Бронза |
| ---------------------- | ------------------------------- | --------- | ------ | ------ | ------ | ------ |
| 100 метрів             | Віра Крепкіна Київ              | 11,7      |        |        |        |        |
| 200 метрів             | Нонна Полякова Дніпропетровськ  | 24,9      |        |        |        |        |
| 400 метрів             | Ніна Шендрик Київ               | 56,0      |        |        |        |        |
| 800 метрів             | Людмила Лисенко Дніпропетровськ | 2.08,3    |        |        |        |        |
| 80 метрів з бар'єрами  | Лілія Макошина Київ             | 10,8      |        |        |        |        |
| 100 метрів з бар'єрами | Лілія Макошина Київ             | 13,8      |        |        |        |        |
| Стрибки у висоту       | Людмила Алексєєнко Одеса        | 1,65 м    |        |        |        |        |
| Стрибки у довжину      | Тетяна Коцар Донецьк            | 5,83 м    |        |        |        |        |
| Штовхання ядра         | Жанна Мала Дніпропетровськ      | 14,00 м   |        |        |        |        |
| Метання диска          | Альбіна Єлькіна Запоріжжя       | 51,32 м   |        |        |        |        |
| Метання списа          | Галина Висоцька Полтава         | 50,06 м   |        |        |        |        |
| П'ятиборство           | Валентина Бузова Київ           | 4339 очок |        |        |        |        |